# Milagros de amor
Milagros de amor es una telenovela colombiana producida por RCN Televisión entre 2002 y 2003. Esta protagonizada por Maritza Rodríguez y Gregorio Pernia y con las participaciones antagónicas de Carolina Lizarazo, Edmundo Troya, Patricia Polanco, Julio Medina y Cesar Mora. Consta de 91 capítulos.

## Sinopsis
En el pueblo de Hornito vive la bella Milagros, una mujer feliz hasta que comienzan a lloverle las desgracias. Su esposo muere y su hijita queda sorda. Solo una costosa operación podrá devolverle el oído a la pequeña Natalia. Vladimiro, el hijo del ricachón del pueblo se ofrece a costear el tratamiento, pero a cambio, Milagros deberá casarse con él. Milagros acepta ese sacrificio, pero el amor llega nuevamente a su vida y en la persona más inesperada, el cura del pueblo. Milagros ignora que el piadoso Padre Emilio Luna, que tanto amor le inspira es un mujeriego llamado Miguel Abril, quien ha encontrado refugio de su esposa y suegra en Hornito, en donde ha adoptado la identidad de un sacerdote asesinado. Esther, gobernadora de la provincia y suegra de Miguel, tiene negocios ilícitos con Vladimiro con los que explotan a los campesinos. De esa manera, Miguel volverá a enfrentarse a su suegra que lo ha acusado falsamente de desfalco.

## Sinopsis desarrollado
“Milagros de Amor” cuenta la historia de Miguel, el más sinvergüenza, mujeriego y un coqueto marido que debe huir cuando su esposa lo descubre en infidelidad múltiple y su suegra, lo acusa de un desfalco y lo amenaza de muerte.
“Milagros de Amor” es una telenovela que nos demuestra que los milagros existen, porque los verdaderos milagros son que el típico peor marido se ajuicie, que un falso cura resulte el más verdadero de los héroes, que los políticos corruptos, al menos por una vez en la vida reciban su merecido y que una madre viuda encuentre la felicidad de amar como madre y mujer.
Una confusión hace que Miguel sea visto como un cura. Pero el amor por una mujer hará que enfrente por primera vez en su vida los problemas, quitándole las mentiras que lleva en su alma y devolviéndole la paz que espera.

## La historia
Miguel Abril es un hombre vividor que se casó con la hija de la gobernadora del departamento para tener dinero y no preocuparse por trabajar. Pero un día es descubierto por su esposa con otra mujer lo que desata la furia de su suegra, una política corrupta, amenazándolo y obligándolo a escapar. Miguel llega a un pueblo llamado Hornito siendo confundido con el nuevo párroco Emilio Luna. Para escapar acepta el cargo engañando a todos en el pueblo. Pero su desdicha comienza cuando conoce a Milagros viuda de Amor, una mujer hermosa y humilde que lo enamora con su presencia. Ella lleva una vida triste al lado de su hija Natalia que es sorda. El amor nace entre los dos, creando en Milagros una confrontación por sentir un amor imposible y prohibido.
Milagros acepta casarse con Vladimiro, el hijo de un hombre rico del pueblo para poder salvar la vida a su hija con una operación. Es entonces cuando Miguel decide enfrentarse por primera vez a todos diciendo la verdad de su vida y luchando por recuperar el amor de la única mujer que ha amado.
“Milagros de Amor” cuenta la historia de Miguel, el más sinvergüenza, mujeriego y un coqueto marido que debe huir cuando su esposa lo descubre en infidelidad múltiple y su suegra, lo acusa de un desfalco y lo amenaza de muerte.
Miguel sabiendo que su inescrupulosa suegra no se queda en amenazas, huye para salvar su vida y termina escondiéndose en Hornito, un caluroso y rezandero pueblo, donde la gente del lugar lo confunde con el padre Emilio Luna, el nuevo sacerdote que es esperado ese día. Nuestro hombre no aclara el equívoco creyendo haber encontrado un buen escondite y para evitar ser involucrado en la muerte del verdadero sacerdote.
El recién llegado “padre Emilio Luna”, que realmente de cura ni de santo tiene nada, llega al caluroso pueblo el mismo día que aparece en el lugar una “milagrosa” imagen de la Virgen, de cuyo rostro brotan lágrimas. El padre Emilio se da cuenta de que está en el lugar equivocado y decide huir, pero antes de poderlo hacer conoce a Milagros viuda de Amor, la mujer más bella que haya visto sobre la faz de la tierra y decide prolongar su partida y su mentira.
Milagros viuda de Amor, en un acto de heroísmo de madre, está preparando su matrimonio con Vladimiro Peralta junior, hijo del cacique político de la región, que lleva el mismo nombre. El futuro marido ha prometido darle a Milagros el dinero necesario para que su hija sea operada y recupere así el oído y el habla, siempre y cuando haya matrimonio.
Milagros que sabe que si la operación no se hace durante el próximo año, ya no será posible, está dispuesta a sacrificarse, pero delante de la imagen de la Virgen que llora implora un milagro para salvarse del forzado matrimonio.
Desde el primer instante que se ven, la atracción entre Emilio y Milagros es mutua. Emilio, sin poder aclarar la verdad, y Milagros, que cree está cometiendo el más grave de los pecados al enamorarse de un hombre de Dios, viven un amor imposible, tan imposible que Milagros está segura que por acciones como la suya es que la Virgen llora.
Lo que ni Emilio ni Milagros saben es que la Virgen que llora, es un truco montado por los Péralta, en unión con la corrupta Gobernadora departamental, para desviar el río, arruinar a los cultivadores de arroz, obligarlos vender sus tierras a bajos precios y luego revenderlas para la construcción de una represa.
“Milagros de Amor” es una telenovela que nos demuestra que los milagros existen, porque los verdaderos milagros son que el típico peor marido se ajuicie, que un falso cura resulte el más verdadero de los héroes, que los políticos corruptos al menos por una vez en la vida reciban su merecido y que una madre viuda encuentre la felicidad de amar como madre y mujer.

## Elenco
- Maritza Rodríguez es Milagros Viuda de Amor.
- Gregorio Pernía es Miguel Abril/Emilio Luna.
- María Helena Döering es Catalina Pizarro de Hannsen.
- Edmundo Troya es Vladimirito Peralta Jr.
- Julio Medina es Vladimiro Peralta.
- Jaider Villa es Camilo Pizarro.
- Helena Mallarino es Virginia.
- Carlos Humberto Camacho es Hernán "Ratón".
- Vanessa Blandón es Natalia Amor.
- Carolina Lizarazo es Xiomara Corrales.
- Patricia Polanco es Esther de Corrales.
- Carolina Sarmiento es Magaly "Negra".
- Gustavo Ángel es Rubén Valenzuela.
- Luis Fernando Ardila es Alcalde Rueda.
- Marcela Vanegas es Leonor.
- César Mora es Cayetano.
- Gloria Gómez es Ofelia.
- Jorge Cárdenas es Poncho Suárez
- Horacio Tavera es González.
- Daniel Rocha es Froylan.
- Carlos Serrato es Cecilio.
- Diego León Hoyos es Pastuso.
- Geoffrey Dickens es Frank Hannsen.
- Bayardo Ardila es Gerardo.
- Aída Morales es Lula.
- Guillermo Castañeda es Benjamín.
- Paola Díaz es Nelly.
- Felipe Cuervo es el Inspector Policía.
- Ana Maria Arango es Betsabe.
- Freddy Flórez es Fabrizio.
- Andrea Quejuán es Magdalena.